# Tupinambis longilineus
Espèce
Statut CITES
Tupinambis longilineus est une espèce de sauriens de la famille des Teiidae.

## Répartition
Cette espèce est endémique du Brésil. Elle se rencontre dans les États du Rondônia, d'Amazonas, du Mato Grosso et dans le nord-est du Pará.

## Publication originale
- Avila-Pires, 1995 : Lizards of Brazilian Amazonia (Reptilia: Squamata). Zoologische Verhandelingen, vol. 299, n. 1, p. 1-706 (texte intégral).